# Lindsey Pearlman
Lindsey Erin Pearlman (n. 5 octombrie 1978, Chicago, Illinois, SUA – d. 18 februarie 2022, Hollywood, California, SUA) a fost o actriță americană. Este cel mai cunoscută pentru rolurile din General Hospital și Chicago Justice.

## Biografie
Pearlman s-a născut la 5 octombrie 1978 în Chicago, Illinois. A fost căsătorită cu Vance Smith, un producător de televiziune.
La  16 februarie 2022, ea a fost dată dispărută de Departamentul de Poliție din Los Angeles (LAPD). Poliția i-a găsit cadavrul la 18 februarie, după ce a răspuns unui apel privind descoperirea unui cadavru la intersecția dintre Avenida Franklin și Avenida North Sierra Bonita. Cauza decesului nu a fost dezvăluită, în așteptarea analizei medicului legist.

## Filmografie
Seriale TV
- Kam Kardashian, 2013
- Empire, 2015
- Chicago Justice, 2017
- Sneaky Pete, 2019
- American Housewife, 2019
- The Purge, 2019
- General Hospital, 2020
- Selena: The Series, 2021
- The Ms. Pat Show, 2021
- Vicious, 2021